# Хилесхајм (Ајфел)
Хилесхајм (њем. Hillesheim) град је у њемачкој савезној држави Рајна-Палатинат. Једно је од 109 општинских средишта округа Вулканајфел. Према процјени из 2010. у граду је живјело 3.128 становника. Посједује регионалну шифру (AGS) 7233029.

## Географски и демографски подаци
Хилесхајм се налази у савезној држави Рајна-Палатинат у округу Вулканајфел. Град се налази на надморској висини од 440 метара. Површина општине износи 20,6 km². У самом граду је, према процјени из 2010. године, живјело 3.128 становника. Просјечна густина становништва износи 152 становника/km².

## Међународна сарадња
| Мјесто   | Држава  | Врста сарадње | Од    |
| -------- | ------- | ------------- | ----- |
| Хуфализе | Белгија | партнерство   | 1987. |
| Извор    |         |               |       |